# UFC on ESPN: Dariush vs. Tsarukyan
UFC on ESPN: Dariush vs. Tsarukyan（ユーエフシー・オン・イーエスピーエヌ：ダリウシュ・バーサス・ツァルキヤン、別名UFC on ESPN 52）は、アメリカ合衆国の総合格闘技団体「UFC」の大会の一つ。2023年12月2日、テキサス州オースティンのムーディー・センターで開催された。

## 大会概要
本大会はベニール・ダリウシュとアルマン・ツァルキヤンのライト級戦が組まれた。

## 試合結果

### プレリミナリーカード
第1試合 女子フライ級 5分3R
○  ヴェロニカ・ハーディー vs.  ジェイミー・リン・ホース ×
3R終了 判定2-1（29-28、28-29、29-28）
第2試合 ウェルター級 5分3R
○  ジャレッド・グッデン vs.  ウェリントン・トゥルマン ×
2R 1:11 リアネイキドチョーク
第3試合 ライトヘビー級 5分3R
○  ホドルフォ・ベラト vs.  イーホル・ポティエリア ×
2R 4:17 TKO（パウンド）
第4試合 ライト級 5分3R
○  ドラッカー・クロース vs.  ジェー・ソレッキ ×
1R 1:41 KO（スラム）
第5試合 ミドル級 5分3R
○  コーディ・ブランデージ vs.  ザッカリー・リース ×
1R 1:49 KO（スラム→パウンド）
第6試合 女子バンタム級 5分3R
○  ミーシャ・テイト vs.  ジュリア・アビラ ×
3R 1:15 リアネイキドチョーク

### メインカード
第7試合 ミドル級 5分3R
○  ダスティン・シュトルツフス vs.  プナヘレ・ソリアーノ ×
3R 4:49 リアネイキドチョーク
第8試合 ライト級 5分3R
○  ジョアキム・シウバ vs.  クレイ・グイダ ×
3R終了 判定3-0（29-28、29-28、29-28）
第9試合 ウェルター級 5分3R
○  ショーン・ブレイディ vs.  ケルヴィン・ガステラム ×
3R 1:43 キムラロック
第10試合 バンタム級 5分3R
○  デイブソン・フィゲイレード vs.  ロブ・フォント ×
3R終了 判定3-0（30-27、30-27、30-27）
第11試合 ライト級 5分3R
○  ジェイリン・ターナー vs.  ボビー・グリーン ×
1R 2:49 KO（右ストレート→パウンド）
第12試合 ライト級 5分5R
○  アルマン・ツァルキヤン vs.  ベニール・ダリウシュ ×
1R 1:04 KO（右ストレート→パウンド）

### 各賞
ファイト・オブ・ザ・ナイト：ホドルフォ・ベラト vs. イーホル・ポティエリア
パフォーマンス・オブ・ザ・ナイト：アルマン・ツァルキヤン、ジェイリン・ターナー、ショーン・ブレイディ、ダスティン・シュトルツフス、ミーシャ・テイト、コーディ・ブランデージ、ドラッカー・クロース、ジャレッド・グッデン
各選手にはボーナスとして5万ドルが授与された。

### カード変更
負傷などによるカードの変更は以下の通り。